# Trixie Mattel
Trixie Mattel, nom artístic de Brian Michael Firkus (Milwaukee, 23 d'agost de 1989), és una drag queen, cantautora, humorista, autora i personalitat televisiva estatunidenca. Mattel és coneguda sobretot per ser la guanyadora de la tercera temporada de RuPaul's Drag Race: All Stars i, anteriorment, per haver quedat sisena a la setena temporada de RuPaul's Drag Race. Al juny del 2019, la revista Nova York va situar-la quarta a la seva llista de "les drag queens més poderoses d'Amèrica", un rànquing de 100 exconcursants de Drag Race.
Mattel és la CEO i fundadora de Trixie Cosmetics. Té també un canal de YouTube en què mostra els productes de la marca, valora productes d'altres marques, publica nova música i episodis del seu podcast.

## Biografia
Firkus va néixer a Milwaukee, Wisconsin. És mig Ojibwe i prové d'una família de nadius americans que viu a Crivitz, Wisconsin. Tenia un padrastre abusiu que l'anomenava "Trixie" quan actuava efeminadament, cosa que més tard inspiraria el seu nom de drag queen. Va estar a punt d'escollir el nom Cupcake abans de decidir-se finalment per Trixie Mattel. Després de graduar-se a l'escola secundària, Firkus va anar a la Universitat de Wisconsin – Milwaukee, on va aconseguir un títol en Teatre Musical i va ser introduït al món del drag mentre actuava en una producció de The Rocky Horror Show a l'Oriental Theatre.
Va actuar per primera vegada com a drag queen el 2008, al LaCage NiteClub de Milwaukee. Firkus es va convertir en una estrella de l'escena drag de Milwaukee, i també actuava a Chicago. El 2014, Firkus va inscriure's a The Institute of Beauty and Wellness abans d'abandonar-lo més tard aquell mateix any per participar en RuPaul's Drag Race.

## Carrera

### RuPaul's Drag Race
Com a concursant a la temporada 7 de RuPaul's Drag Race, Mattel va ser eliminada a l'episodi quatre i més tard va tornar a entrar a la competició a l'episodi vuit després de guanyar el desafiament "Conjoined Twins" amb Pearl Liaison. Mattel va ser eliminada una vegada més a l'episodi 10, quedant sisena en el rànquing i convertint-se en la primera reina que va durar més d'un episodi després de tornar a la competició.
Mattel va tornar més tard a la tercera temporada de RuPaul's Drag Race: All Stars, que va començar a emetre's el 25 de gener de 2018. El 15 de març de 2018, les seves companyes de competició van votar-la per passar a les dues finals, on finalment va guanyar contra la subcampiona Kennedy Davenport a la batalla final de playback.
Va competir en l'especial de televisió del 2018 RuPaul's Drag Race Holi-slay Spectacular i va guanyar al costat de les altres competidores.

### Altres projectes

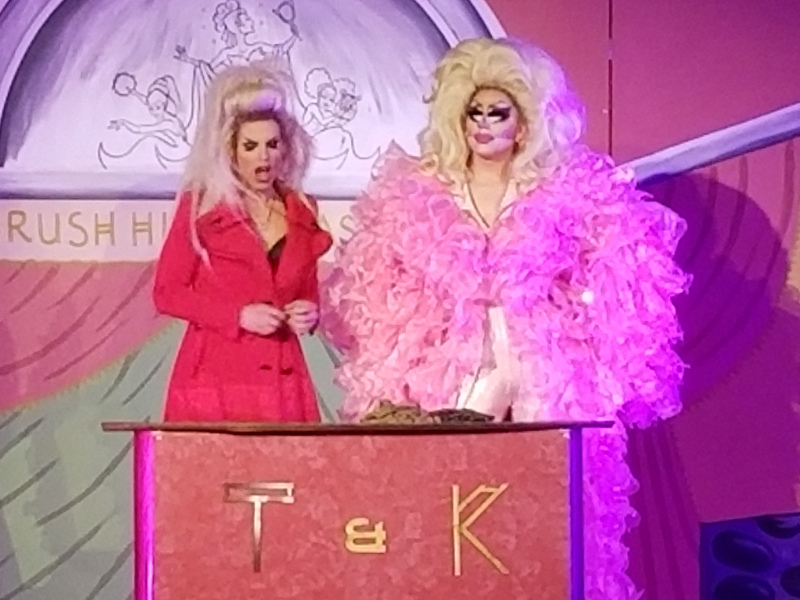
Katya Zamolodchikova amb Trixie Mattel

Després de competir a Drag Race, el 31 de desembre de 2015, Mattel va protagonitzar una edició especial de Fashion Photo Review de WOWPresents amb la concursant Katya Zamolodchikova, amb la qual va llançar posteriorment el programa en línia UNHhhh, que es va estrenar el 25 de març de 2016 i va rebre un premi Streamy al desembre del 2020 al millor programa sense guió. Més tard, el duet va protagonitzar The Trixie &amp; Katya Show, que es va estrenar a Viceland el 15 de novembre de 2017. També al novembre de 2017, Trixie i Katya van protagonitzar una adaptació escènica de la pel·lícula de culte del 1997 Romy and Michele's High School Reunion, titulada Trixie and Katya's High School Reunion.
Mattel ha fet una gira arreu del món amb el seu programa de comèdia stand-up anomenat "Ages 3 and Up". L'octubre de 2017, Mattel va transmetre a la plataforma de videojocs en directe Twitch al costat de 8BitDylan per recaptar diners per a la fundació GaymerX i moltes altres organitzacions benèfiques abans i després.
Trixie va produir un vídeo per a la revista GQ, Trixie Mattel Makes a PB&J (and More Importantly, a Cocktail), amb què va guanyar una nominació als James Beard Foundation Awards en la categoria d'humor.
Trixie va fer una gira a "Haters Roast: The Shady Tour" amb altres drag queens de RuPaul's Drag Race, com Jinkx Monsoon i Thorgy Thor, entre 2017 i 2018.
Al febrer de 2018, va anunciar la nova gira de comèdia "Now with Moving Parts", que va començar l'abril de 2018.
Una pel·lícula documental titulada Trixie Mattel: Moving Parts es va estrenar al Festival de Cinema de Tribeca a l'abril del 2019 i es va projectar fins al maig del 2019. Al film es documenten els inicis de Mattel a la seva gira "Moving Parts" després de guanyar All Stars, així com les seves lluites personals. El documental va estar disponible a les plataformes a la carta a partir del 3 de desembre de 2019. Una banda sonora acústica acompanyant es va publicar més tard al desembre.
L'1 de maig de 2019, Mattel va anunciar que llançaria la seva marca de maquillatge "Trixie Cosmetics" més tard aquell mateix mes, el 24 de maig de 2019.
El juny de 2019, Mattel era una de les 37 drag queens que apareixien a la portada de la revista Nova York.
El primer especial de comèdia de Mattel, Trixie Mattel: Skinny Legend, es va emetre a OutTV al Canadà el 26 de setembre de 2018.
Mattel és co-amfitriona del podcast setmanal "The Bald and The Beautiful" amb Katya Zamolodchikova.
Al desembre de 2020, es va anunciar que Trixie i Katya serien co-amfitriones dels 10ns Premis Streamy a Los Angeles.

### Música
Mattel va llançar l'àlbum de country folk Two Birds al maig de 2017. El seu segon àlbum, One Stone, es va publicar el 15 de març de 2018, la mateixa nit que la final de RuPaul's Drag Race: All Stars.
En declaracions a Rolling Stone, Mattel va dir que les seves influències principals eren June Carter Cash i Dolly Parton, i va afirmar que va créixer amb la música de George Jones, Conway Twitty i Johnny Cash. També és fan de Jason Isbell, Kris Kristofferson, Aimee Mann, Michelle Branch i Kacey Musgraves.
En una entrevista de setembre de 2018 amb Billboard, va anunciar que treballava en el seu tercer àlbum d'estudi que comptaria amb un so “electro-folk” i que es diria Barbara." Yellow Cloud" es va llançar com a primer senzill de l'àlbum el 17 de maig de 2019, tot i que després es va revelar que era un senzill que no pertanyia a l'àlbum. El 10 de gener de 2020, la data de llançament de l'àlbum es va confirmar per al 7 de febrer de 2020, juntament amb la llista de cançons de l'àlbum.

## Vida personal
Firkus és obertament gai. Des del 2016 manté una relació amb el cineasta David Silver, que és el productor del seu documental, Moving Parts. És vegetarià.
La personalitat de Trixie Mattel es basa en el seu amor per les nines Barbie. Posseeix una àmplia col·lecció de Barbies a la seva casa de Los Angeles.

## Filmografia

### Pel·lícules
| Any  | Títol                       | Paper                                          | Notes      | Ref.   |
| ---- | --------------------------- | ---------------------------------------------- | ---------- | ------ |
| 2019 | Trixie Mattel: Moving Parts | Ella mateixa (dins i fora del personatge drag) | Documental | [ 20 ] |

### Televisió
| Any       | Títol                                    | Paper                         | Notes                                                                                     | Ref.   |
| --------- | ---------------------------------------- | ----------------------------- | ----------------------------------------------------------------------------------------- | ------ |
| 2015      | RuPaul's Drag Race                       | Ella mateixa (concursant)     | Temporada 7, 6è lloc                                                                      |        |
| 2016      | RuPaul's Drag Race                       | Ella mateixa (convidada)      | Temporada 8, episodi 10: "Grand finale"                                                   |        |
| 2015      | RuPaul's Drag Race: Untucked             | Ella mateixa                  | Temporada 7                                                                               |        |
| 2016      | American Horror Story: Roanoke           | Ella mateixa                  | Temporada 6, episodi 10: " Capítol 10 "                                                   | [ 33 ] |
| 2016      | Gay for Play Game Show Starring RuPaul   | Ella mateixa                  | Temporada 1, episodi 5: "Feat. Mindy Cohn" Temporada 2, episodi 2: "Feat. Frankie Grande" |        |
| 2017-2018 | The Trixie &amp; Katya Show              | Ella mateixa (copresentadora) | 14 episodis                                                                               | [ 34 ] |
| 2018      | RuPaul's Drag Race: All Stars            | Ella mateixa (concursant)     | Temporada 3, guanyadora                                                                   | [ 35 ] |
| 2018      | RuPaul's Drag Race                       | Ella mateixa (convidada)      | Temporada 10, episodi 1: "10s Across The Board"                                           | [ 36 ] |
| 2018      | Super Drags                              | Champagne (veu)               | Doblatge en anglès; Repartiment principal                                                 |        |
| 2018      | Larry King Now                           | Ella mateixa                  | Convidada                                                                                 |        |
| 2018      | RuPaul's Drag Race Holi-slay Spectacular | Ella mateixa (concursant)     | Guanyadora conjunta                                                                       |        |
| 2019      | RuPaul's Drag Race: All Stars            | Ella mateixa (convidada)      | Temporada 4, episodi 10: "Super Queen Grand Finale"                                       |        |
| 2019      | RuPaul's Drag Race                       | Ella mateixa (convidada)      | Temporada 11, episodi 5: "Monster Ball"                                                   |        |
| 2019      | Trixie Mattel: Skinny Legend             | Ella mateixa                  | Especial de televisió                                                                     | [ 24 ] |
| 2020      | RuPaul's Secret Celebrity Drag Race      | Ella mateixa (mentora)        | Temporada 1, episodi 1: "Secret Celebrity Edition #101"; Guanyador                        | [ 37 ] |

### Sèries web
| Any               | Títol                                | Paper                       | Notes                                                                        | Ref    |
| ----------------- | ------------------------------------ | --------------------------- | ---------------------------------------------------------------------------- | ------ |
| 2015-2017         | Hey Qween                            | Ella mateixa (convidada)    | 3 episodis                                                                   |        |
| 2015              | Transformations with James St. James | Ella mateixa                | Episodi: "Trixie Mattel"                                                     |        |
| 2016              | Gay of Thrones                       | Ella mateixa                | Temporada 6, episodi 4: "Thrust of the Stranger"                             |        |
| 2016 – actualitat | UNHhhh                               | Ella mateixa (coamfitriona) | 5 temporades, 136 episodis (inclosos els especials) Amb Katya Zamolodchikova | [ 38 ] |
| 2018-19, 2020     | The Pit Stop                         | Ella mateixa (amfitriona)   | Amfitriona de la temporada 1 d'All Stars 4 i el Canadà                       |        |
| 2019              | The X Change Rate                    | Ella mateixa (convidada)    | Episodi: "Trixie Mattel"                                                     |        |
| 2019              | That's Our Sally                     | Ella mateixa                | Queerty Production                                                           |        |
| 2019 – actualitat | I Like to Watch                      | Ella mateixa (coamfitriona) | Programa de YouTube de Netflix                                               | [ 39 ] |
| 2020              | Trixie Mattel: One Night Only        | Ella mateixa                | Especial comèdia musical                                                     | [ 40 ] |
| 2020              | Trixie & Katya Save the World        | Ella mateixa (coamfitriona) |                                                                              |        |
| 2020              | Gayme Show                           | Ella mateixa                | Jurat convidada                                                              | [ 41 ] |
| 2020              | Instant Influencer                   | Ella mateixa                | Jurat convidada                                                              | [ 42 ] |

## Discografia
- Two Birds (2017)
- One Stone (2018)
- Barbara (2020)

## Gires
- Ages 3 and Up (2015–2017)[10]
- Now with Moving Parts Tour (2018)[43]
- Super Bowl Cut (2018)
- Skinny Legend Tour (2019)[44]
- Grown Up Tour (2020-2021)[45]
- UNHhhh Tour (amb Katya) (2021)[46]